# Lepismachilis eocaenica
Lepismachilis eocaenica — викопний вид давньощелепних комах родини махілісів (Machilidae), що існував у пізньому еоцені в Європі. Описаний у 2018 році з решток комахи, що знайдені у рівненському бурштині з Клесівського кар'єру.